# Boris Steinberg (Sänger)

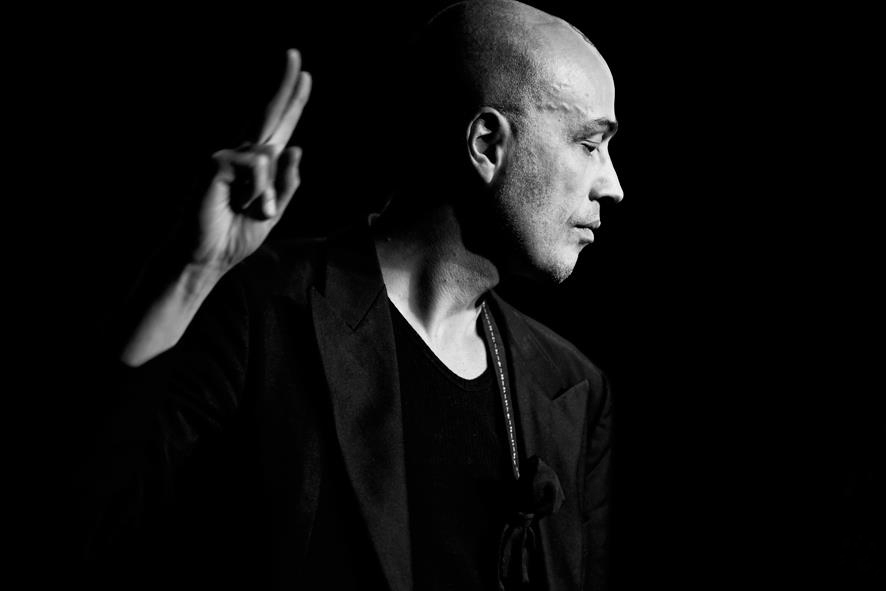
Boris Steinberg 2012

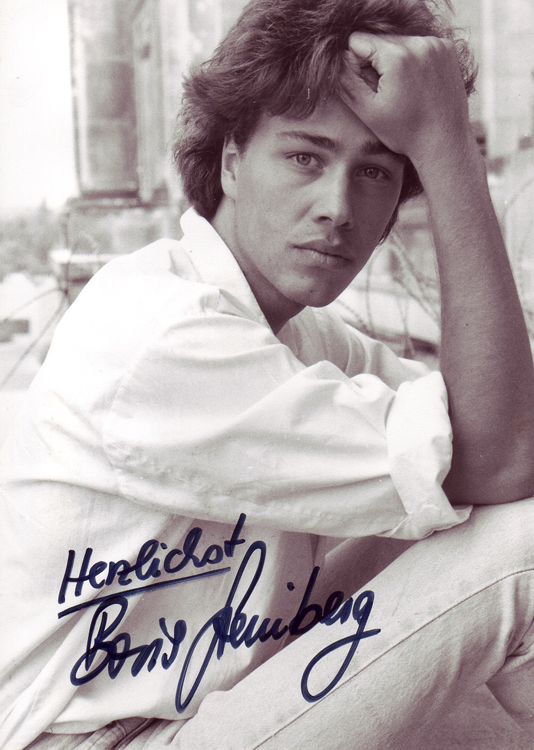
Boris Steinberg in den 1980er Jahren

Boris Steinberg (* 1965 in West-Berlin) ist ein deutscher Chansonsänger und Texter.

## Leben
Als Mitglied im Kinderkirchenchor kam Boris Steinberg schon früh mit Musik und Gesang in Berührung.
In den 1980er Jahren arbeitete er als Jugendmodel für die Zeitschriften, Pop-Rocky, Melanie Popcorn, Tempo und für den Lette-Verein Berlin. Nachdem er von 1986 bis 1989 eine Ausbildung zum Schauspieler in Berlin bei Margot Stein absolviert hatte, führten ihn Engagements an Theater nach Bern und Berlin, schließlich in die Berliner Chanson- und Kleinkunstszene. Steinberg setzt, wie auch andere Chansoninterpreten, das Stilmittel des Sprechgesangs ein.
Nach Auftritten in verschiedenen Cabarets wurde er als Chansonsänger in die legendäre „Lützower Lampe“ engagiert und sang dort u. a. neben Desiree Nick. Dem ersten Fernsehauftritt im ZDF-Fernsehgarten 1992 folgten TV-Porträts und Einladungen in Talkshows.
Im Jahre 1995 erschien sein erstes Album Chansons mit Liedern und Couplets der 1920er Jahre. Ab 1996 trat die Arbeit als Texter der eigenen Lieder in den Vordergrund. Bei der Plattenfirma „duo-phon-records“ erschienen insgesamt sieben CDs u. a. sein „Best Of“ mit den schönsten Liedern und Balladen (2007).
Sein erstes Buch Alles Chanson! wurde 2008 im Geistkirch Verlag veröffentlicht, eine Anekdoten- und Geschichtensammlung aus dem Leben eines Chansonsängers aus dem Berlin der frühen 1990er Jahre. 2010 erschien die CD Wieder Sommer/Ancora Estate, mit deutschen und italienischen Liedern aus eigener Feder und Cover-Songs;
der Wechsel zur Plattenfirma Timezonerecords vollzog sich 2015 mit der neunten CD „Wilde Pferde in meinem Körper“. Steinberg hat zahlreiche Chansons in die deutsche Sprache übersetzt. U.a. von der polnischen Sängerin Renata Przeymk, der US-Amerikanerin Sängerin Lizz Wright, der italienischen Cantautore PaolaTurci, den französischen Chansoninterpreten Barbara und Kent.
Boris Steinberg setzt sich für den Erhalt des Genres Chanson ein und ist als Veranstalter tätig: Von 1996 bis 2004 leitete, veranstaltete und organisierte er das Chansonfest Berlin; von 2008 bis 2011 organisierte er die Chansontage im Stadttheater in Brandenburg an der Havel und von 2010 bis 2017 war er monatlicher Gastgeber seines „Salon-Chanson“ in der Berliner Volksbühne. Seit 2022 präsentiert er seinen SalonG ChanGsonG ohne Gs, auf diversen Bühnen.
2021 wurde er für die Berlin Fashion Week im Rahmen der Modeaktion Streetware von Barbara Cavang als Model gebucht. 2022 wirkte er als Model, im Bildband und dem dazugehörigen Dokumentarfilm `Narcissism´ von Toni Karat mit.
Im Mai 2025 wurde das deutsch-russische Friedens-Liebeslied Liebe ohne Grenzen von dem russischen Musiker Melanhorny, feat.Boris Steinberg veröffentlicht.

## Soziales Engagement
Steinberg positioniert sich künstlerisch in seinen Texten und Liedern gegen Stigmatisierung, Ausgrenzung und Spaltung. Er ist seit 2021 Unterzeichner des Manifests der Aktion „Musik in Freiheit“. Er beteiligte sich im November 2021 an der Aktion #allesaufdentisch, bei der Künstler die Maßnahmen zur Eindämmung der COVID-19-Pandemie kritisch hinterfragen. Über die starken Einschränkungen im kulturellen Bereich und deren fatalen Folgen äußerte sich Steinberg auch in verschiedenen Interviews.

## Diskografie
- Alben
  - 1995 Chansons – Lieder der 20er Jahre  (oxana records)
  - 1997 Abjehakt  (duo-phon-records)
  - 2000 Zeitfalle  (duo-phon-records)
  - 2003 Die Stille der Gewohnheit  (duo-phon-records)
  - 2005 Von Sommergold und Winterblau  (zapp records)
  - 2007 Best Of  (duo-phon-records)
  - 2010 Wieder Sommer/Ancora Estate (zapp records)
  - 2011 Boris Steinberg und Corinne Douarre – Singen mit Lilou und Tom (DFJW-Berlin)
  - 2015 Wilde Pferde...in meinem Körper (timezone records)
  - 2018 Best Of (timezone records)
  - 2024 Peep-o-Rama (timezone records)

- Maxi-CDs
  - 1995 Zaboravi (ein Lied für Bosnien)
  - 2005 Les Oiseaux de Passage (Duett mit Corinne Douarre)
  - 2025 Liebe ohne Grenzen (Melanhorny feat.Boris Steinberg)

- Kompilationen
  - 1996 Chansonfest-Berlin (Duo-phon-records)
  - 2004 Zehn Jahre Junges-Theater Forchheim
  - 2010 Maurenbrecher für Alle (Silberblick-Verlag)
  - 2015 Dirk Loombeek – Ungezählte Zeit (Hörrausch)
  - 2018 Katelijne Philips Le Bon – Les Spatz (Timezone records)
  - 2020 KENT – Le tour des âmes (L´intime Collection)

- Hörbücher (Auswahl)
  - 2002 Aufstieg und Fall eines Märchenkönigs (Glowacz Verlag)
  - 2005 Kerle Kompakt (Bruno Gmünder Verlag)
  - 2005 Die nackte Wahrheit im Vertrieb (Radioropa)
  - 2006 Das Leben der Josefine Baker (duo-phon records)
  - 2007 Ein bißchen Sehnsucht bleibt (dvd/film von Bettina Tacke)
  - 2008 Adolphe Sax (duo-phon-records)
  - 2008 Wer glaubt schon an den Weihnachtsmann (pirelli-verlag)
  - 2020/2021 Kinderbuch Willi Wiberg von Gunilla Bergström

- Theater
  - 1989–1990 Kleintheater Bern / Der Clown im Mond / Rolle:Zippo
  - 1991 Senat von Berlin / Bei uns um die Gedächtniskirche rum / Revue
  - 1991 Opernpalais Berlin / Hänsel und Gretel / Erzähler
  - 1991 Theater am Kurfürstendamm / Hänsel und Gretel
  - 1992–1993 Lützower Lampe / Berlin
  - 1992 Senat von Berlin / Linuti ist mein Name / Chansons von Marion Violett
  - 1993–1994 Kabarett Pfeffergurke / Berlin
  - 1994 Senat von Berlin / Hoppla - Zirkus Revue / Rolle: Harlekin
  - 1994–2004 Veranstalter des Chansonfest Berlin
  - 1995–1996 Brotfabrik Berlin / Planung und Organisation der Bühnenprogramme
  - 2009–2012 Organisator Chansontage Brandenburg a.d. Havel
  - 2010 Avantgarden of Eden - Kleinkunst und Performances  / Berlin
  - 2010–2017 Gastgeber SALON CHANSON im Grünen Salon der Volksbühne/Berlin
  - 2015–2017 Grüner Salon der Volksbühne / A while for Weill / Stimme von Kurt Weill
  - 2015 Schillers: „Räuber“ in the Box von Bridge Markland / Rolle:Pater
  - 2018 Hauptmanns:„Ratten“ in the Box von Bridge Markland / Rolle:Pastor Spitta
  - 2019 Jacoby/Laufs:„Pension Schöller“ in the Box von Bridge Markland / Rolle: Alfred
  - 2021 Fashion-Week Berlin, Model / Catwalk
  - 2022–2024 Boris Steinberg präsentiert den SalonG ChanGsonGs ohne Gs

## Bücher
- 2004 Subversiv / Bildband von Rinaldo Hopf (Konkursbuch Verlag)
- 2008 Alles Chanson! (Roman, Geistkirch Verlag)
- 2008 / 2009 Mein schwules Auge, Gastbeitrag (Konkursbuch)
- 2011 / 2012 / 2013  Mein schwules Auge, Gastbeitrag (Konkursbuch)
- 2022 Narcism - Bildband von Toni Karat
- 2025 Corona Poesie - von Gerburg Weiss (Verlag Gerburg Weiss)

## Auszeichnungen
- 2000: 3. Platz, Chansonpreis Zarah, Romanfabrik Frankfurt am Main
- 2012: Der goldene Rabe, Chansonpreis, verliehen vom Chansonfest Berlin